# 7002 Bronshten
A 7002 Bronshten (ideiglenes jelöléssel 1971 OV) egy marsközeli kisbolygó. Nyikolaj Sztyepanovics Csernih fedezte fel 1971. július 26-án.